# اد هوک
اد هاک (به لاتین: Ad hoc) اصطلاحی لاتین است به معنی «برای این [منظور]» و معمولاً بیانگر رهیافت‌هایی است که برای حل یک مشکل یا وظیفهٔ ویژه به‌کار برده می‌شوند و نمی‌توان برای دیگر کارها از آنها بهره برد.
واژهٔ نزدیک فارسی برای آن، «موردی» یا «خاص منظوره» است. برای نمونه Ad-hoc Reports را می‌توان «گزارش‌های موردی» ترجمه کرد.
Ad hoc همچنین می‌تواند به صورت راه حل‌های موقت، تغییر زمینه برای ایجاد معانی جدید، برنامه‌ریزی نامناسب نیز ترجمه شود.